# 梁統
梁 統（りょう とう、前05年~61年）は、中国の新代から後漢時代初期にかけての武将・政治家。字は仲寧。涼州安定郡烏氏県の人。河西に勢力を張った新末後漢初の群雄の一人である竇融の片腕と言うべき人物。後に後漢草創期の功臣の一人となった。
春秋時代の晋の大夫の梁益耳の末裔にあたる。天祖父前漢の迪国侯梁睦。高祖父は梁褚。曾祖父は梁橋。祖父は梁溥。父は梁延。兄は梁巡。従弟は関内侯の梁騰。子は梁松・梁竦。梁統の祖先は元々は河東郡に居住していたが、梁統の曾祖父の梁橋の代（哀帝・平帝の時期）に安定に移住した。後漢後期の外戚・権臣である梁冀は梁統の玄孫（梁竦の曾孫）にあたる。

## 事跡
| 姓名           | 梁統 |
| 時代           | 新代 - 後漢時代                                                                                           |
| 生没年         | 紀元前05年 - 61年（永平4年）                                                                              |
| 字・別号       | 仲寧（字）                                                                                                |
| 本貫・出身地等 | 涼州安定郡烏氏県                                                                                          |
| 職官           | 中郎将兼酒泉太守〔更始〕 →武威太守〔隗囂〕 →武威太守兼宣徳将軍〔後漢〕 →太中大夫〔後漢〕→九江太守〔後漢〕 |
| 爵位・号等     | 成義侯〔後漢〕→高山侯〔後漢〕 →陵郷侯〔後漢〕                                                             |
| 陣営・所属等   | 王莽→更始帝→隗囂→光武帝                                                                                   |
| 家族・一族     | 父:梁延 兄:梁巡 子:梁松、梁竦 一族：梁騰〔従弟〕                                                          |

### 竇融擁立
梁統は剛毅な性格で、法律を好んだ。最初は州郡に任官し、更始2年（24年）、更始帝（劉玄）に召されて中郎将に任じられ、また、涼州の安寧のために、酒泉太守に任命された。
更始3年（25年）、更始政権が滅亡し、赤眉軍が長安に入城すると、梁統は、竇融や他の河西の郡太守たちと共に、連合して匈奴から自らを守ろうとした。この際、官位に基き、参画者たちは梁統を頭領に推薦したが、梁統は辞退し、竇融を河西大将軍（正確には、行河西五郡大将軍事）として頭領に擁立している。梁統は武威太守に移り、その統治は厳格で、威信は隣郡にまで及んだ。

### 漢での実績
建武5年（29年）、竇融が光武帝への服属を決心し、その長史の劉鈞を使者として洛陽に派遣すると、梁統ら河西五郡の太守も、それぞれ使者を派出し、劉鈞に随従させた。これにより竇融は涼州牧に任命され、梁統も宣徳将軍の地位を加えられている。
また、竇融と梁統らはそれまで、当時の群雄の一人で、隴右に勢力を張る隗囂に形式的に帰属していたが、隗囂は蜀（成家）の公孫述へ傾斜していたため、竇融・梁統らは隗囂から離れ始める。梁統は河西での隗囂の代理人の張玄を暗殺し、竇融らと同様に、隗囂から授与されていた将軍印を破棄した。建武8年（32年）、光武帝が隗囂を親征すると、梁統も竇融と共に第一城（安定郡高平県）でこれに合流・参戦し、隗囂撃破後に、梁統は成義侯に封じられている。
建武9年（33年）、梁統は太中大夫竇士と共に、建威大将軍耿弇による第一城の高峻討伐に参加したが、1年かけても攻略はできなかった。
建武12年（36年）、梁統は竇融と共に洛陽へ参じて列侯として朝請を奉り、さらに高山侯に封じられ、太中大夫に任命された。梁統は、朝廷に在っては、度々有益な建議を行っている。また、法令による刑罰が軽いと犯罪を抑止できないとして、旧法典に遵い重罰を科すべきと奏上した。しかし結局のところ、諸事情により、この方針は中央では採用されずに終わる。
後に、梁統は九江太守に転任し、陵郷侯に転封されている。梁統は任地で優れた治績をあげ、官吏・民衆から愛された。在職中に死去し、子の梁松が後継している。